# Ardeonaig
Ardeonaig (Gälisch: Aird Eòdhanaig) ist ein Weiler an dem Südufer des Loch Tay in der Council Area Stirling in Schottland. Es liegt etwas mehr als 11,2 Kilometer östlich von Killin und liegt an der Mündung des Baches Ardeonaig, wo es sich bis zum Loch Tay erstreckt.
Als Boote auf dem See fuhren, stoppten sie bei Ardeonaig, wohin Kohle geliefert wurde und die Passagiere aussteigen konnten. Es muss dort eine Fährverbindung gegeben haben, weil der Pfarrer mit dem Boot kam, um Gottesdienste abzuhalten. In Ardeonaig gibt es ein Outdoor-Zentrum, das vom Abernethy Trust geführt wird.